# S-68 Sisimiut
S-68 Sisimiut ist ein grönländischer Fußballverein aus Sisimiut.

## Geschichte
S-68 Sisimiut wurde 1968 als zweiter Verein der Stadt nach SAK Sisimiut gegründet.
S-68 Sisimiut ist erstmals 1972 als Teilnehmer der Grönländischen Fußballmeisterschaft überliefert, aber die Mannschaft konnte sich nicht für die Schlussrunde qualifizieren. Die nächste Erwähnung ist von 1987, als sich der Verein für die Schlussrunde qualifizieren konnte. Dort belegte er aber in der Gruppenphase den letzten Platz. Auch 1988 gelang die Qualifikation für die Schlussrunde, die auf dem letzten Platz abgeschlossen wurde. 1989 wurde die Mannschaft zum dritten Mal in Folge Letzter. Nachdem sie sich in den folgenden drei Jahren nicht mehr für die Schlussrunde qualifizieren konnte, verzichtete sie auf eine Teilnahme an den folgenden Meisterschaften. Erst 2001 trat der Verein wieder an, wurde aber mit fünf Niederlagen aus fünf Spielen Letzter der Qualifikationsgruppe. Anschließend verzichtete er wieder auf eine Teilnahme. 2008 nahm S-68 Sisimiut wieder an der Meisterschaft teil, wurde aber wieder Letzter der Qualifikationsgruppe, nachdem die Mannschaft alle vier Qualifikationsspiele verloren hatte. 2009 und 2010 zog sich der Verein jeweils spontan zurück. 2014 und 2015 und 2017 und 2020 verlor die Mannschaft ebenfalls alle Qualifikationsspiele, während sie in den übrigen Jahren nicht teilnahm oder eine Teilnahme nicht überliefert ist.

## Platzierungen bei der Meisterschaft
- 1969: unbekannt
- 1970: unbekannt
- 1971: unbekannt
- 1972: nicht qualifiziert
- 1973: unbekannt
- 1974: unbekannt
- 1975: unbekannt
- 1976: unbekannt
- 1977: unbekannt
- 1978: unbekannt
- 1979: unbekannt
- 1980: unbekannt
- 1981: unbekannt
- 1982: unbekannt
- 1983: unbekannt
- 1984: unbekannt
- 1985: unbekannt
- 1986: unbekannt
- 1987: Platz 7/8 (von 8)
- 1988: Platz 7/8 (von 8)
- 1989: Platz 8 (von 8)
- 1990: nicht qualifiziert
- 1991: nicht qualifiziert
- 1992: nicht qualifiziert
- 1993: nicht teilgenommen
- 1994: unbekannt
- 1995: nicht teilgenommen
- 1996: unbekannt
- 1997: unbekannt
- 1998: nicht teilgenommen
- 1999: nicht teilgenommen
- 2000: nicht teilgenommen
- 2001: nicht qualifiziert
- 2002: nicht teilgenommen
- 2003: nicht teilgenommen
- 2004: unbekannt
- 2005: unbekannt
- 2006: unbekannt
- 2007: unbekannt
- 2008: nicht qualifiziert
- 2009: nicht teilgenommen
- 2010: nicht teilgenommen
- 2011: nicht teilgenommen
- 2012: unbekannt
- 2013: unbekannt
- 2014: nicht qualifiziert
- 2015: nicht qualifiziert
- 2016: unbekannt
- 2017: nicht qualifiziert
- 2018: nicht teilgenommen
- 2019: nicht teilgenommen
- 2020: nicht qualifiziert
- 2021: (nicht ausgetragen)
- 2022: unbekannt
- 2023: unbekannt